# کاترال
کاترال (به اسپانیایی: Catral) دهستانی در استان آلیکانتهٔ اسپانیا است.
در این دهستان ۹٬۲۰۰ نفر زندگی می‌کنند. مساحت این دهستان ۱۹٫۹۵ کیلومتر مربع است.